# Novela galante
La novela galante es un subgénero de la literatura de folleto; se desarrolló principalmente durante el siglo XIX, como un sucesor de la novela picaresca, originaria de España y vigente durante los siglos XVII y XVIII.
Esta modalidad literaria era practicada por los hidalgos como una especie de fuga. La misma expresaba la existencia de una masa miserable por medio de autobiografías verídicas o imaginarias protagonizadas por un personaje proveniente de una capa social baja, el cual se esfuerza por subsistir a través del ejercicio de artimañas y embustes.
Este género de novela evidencia elementos propios del decadentismo francés y del movimiento naturalista, especialmente los ingredientes más indecorosos en la esfera sexual. El erotismo, en este caso, es movilizado en el sentido de incitar los prejuicios sociales de la sociedad de aquella época. 
Entre los autores españoles que practicaron el género se cuentan Francisco Gómez de Quevedo y Villegas, Eduardo Zamacois, Felipe Trigo y Antonio de Hoyos y Vinent. También cultivó el género la escritora francesa Madeleine de Scudéry.